# Eutima suzannae
Eutima suzannae is een hydroïdpoliep uit de familie Eirenidae. De poliep komt uit het geslacht Eutima. Eutima suzannae werd in 1967 voor het eerst wetenschappelijk beschreven door Allwein. 